# Социальный рух
«Социальный рух» (укр. Соціальний рух, дословно — «Социальное движение», сокр. СР) — украинская общественная организация левого толка, основанная в 2015 году, стоящая на принципах демократического социализма, борьбы против капитализма и ксенофобии. Действует в крупнейших городах Украины (Киев, Кривой Рог, Львов, Одесса, Днепр, Харьков).

## История
«Социальный рух» возник на базе инициативы «Ассамблея социальной революции», созданной на волне протестов Евромайдана 2013—2014 годов активистами и активистками социальных, профсоюзных и левых движений, в частности антисталинистской марксистской организации «Левая оппозиция» (не путать с одноимённой партией). Последняя появилась из объединения троцкистского крыла распавшейся Организации марксистов с независимыми левыми, например, бывшими участниками студенческого профсоюза «Прямое действие»
Во время протестов на Майдане 2013—2014 годов представители «Левой оппозиции» распространяли «Десять пунктов» социальных требований, провозглашавших причиной нерешённых проблем страны систему олигархического капитализма, и пришли к выводу о необходимости продвигать социально-политическую силу леводемократического толка, которая продвигала бы социально ориентированную повестку дня в интересах рабочего класса. Индивидуальные кандидаты «Ассамблеи социальной революции» баллотировались в Киевсовет на местных выборах 2014 года, но основная деятельность лежала в плоскости уличной политики и протестных выступлений.
Съезд 1 мая 2015 года, который посетил ветеран «Красного мая» 1968 года Ален Кривин, заложил основу оргкомитета будущей партии под названием «Социальный рух» и одноимённой общественной организации, зарегистрированной 8 июня 2016 года. «Социальный рух» задумывался как широкое объединение, открытое для разных украинских «новых левых» — от социал-демократов до анархистов. Среди прочих, в нём также принимают участие некоторые из членов редакций изданий «Спільне» и «Политическая критика».

## Деятельность
Активисты «Социального руха» ведут работу в профсоюзных организациях Конфедерации свободных профсоюзов Украины (Независимый профсоюз горняков Украины, Свободный профсоюз железнодорожников Украины) и Федерации профсоюзов Украины (Профессиональный союз работников строительства и промышленности строительных материалов Украины, Профсоюз крановщиков). Организация проводит просветительские мероприятия, оказывает юридическую поддержку по вопросам трудовых прав, одобряет феминистские, экологические и «пиратские» инициативы, а также способствует таким социальным движениям, как низовое движение медсестёр и работниц медицинской отрасли «Будь как Нина» («Будь як Ніна»).
Организация ведёт борьбу против тех правительственных мер, которые рассматривает как неолиберальные и антисоциальные, устраивает митинги по противодействию таким явлениям, как удорожание проезда в общественном транспорте и ультраправое насилие, регулярно поддерживает общепрофсоюзные и правозащитные акции, марши за права женщин 8 марта и демонстрации вокруг проблем изменения климата, привнося в эти темы антикапиталистическую критику. Выступая против политики жёсткой экономии и закрытия бюджетных учреждений, активисты организации принимали участие в выступлениях за сохранение рабочих мест на ракетно-космическом заводе «Южмаш» в Днепре (2015—2016), в 350-километровом марше протеста врачей из города Ромны, протестовавших против закрытия местной поликлиники (2016), в защите прав членов независимого профсоюза на Куренёвском троллейбусном депо в Киеве (с 2016).
«Социальный рух» оказывает поддержку рабочим металлургического комбината «АрселорМиттал Кривой Рог», горнообогатительных комбинатов и других предприятий Кривого Рога, которые с 2017 года ведут кампании за повышение заработной платы до уровня 1000 евро и улучшение условий труда на рабочих местах. Проявляя солидарность с криворожскими рабочими, организация выбирала этот город для проведения ряда своих первомайских акций (в частности, 2018 и 2019 годов), а также присоединилась к исследованию объёмов выведения в оффшорные зоны прибыли при экспорте железной руды из Украины. Представитель СР Виталий Дудин был кандидатом-самовыдвиженцем на парламентских выборах 2019 года по 31 избирательному округу в Кривом Роге.
«Социальный рух» критиковал «декоммунизационное» законодательство, но также и восходящие к КПСС «старые левые» партии как сталинистские, социал-консервативные, пробуржуазные и пророссийские. Активисты СР подвергались нападениям со стороны ультраправых, пытавшихся срывать их мероприятия, например, антифашистские акции памяти убитых российскими неонацистами Станислава Маркелова и Анастасии Бабуровой или презентации книг вроде обзора зарубежных социалистических партий «Левая Европа» или сборника статей Льва Троцкого по украинскому вопросу. Группа также проводила просветительские мероприятия по вопросам внутренней и международной политики, политэкономии и истории левого движения.

## Международное сотрудничество

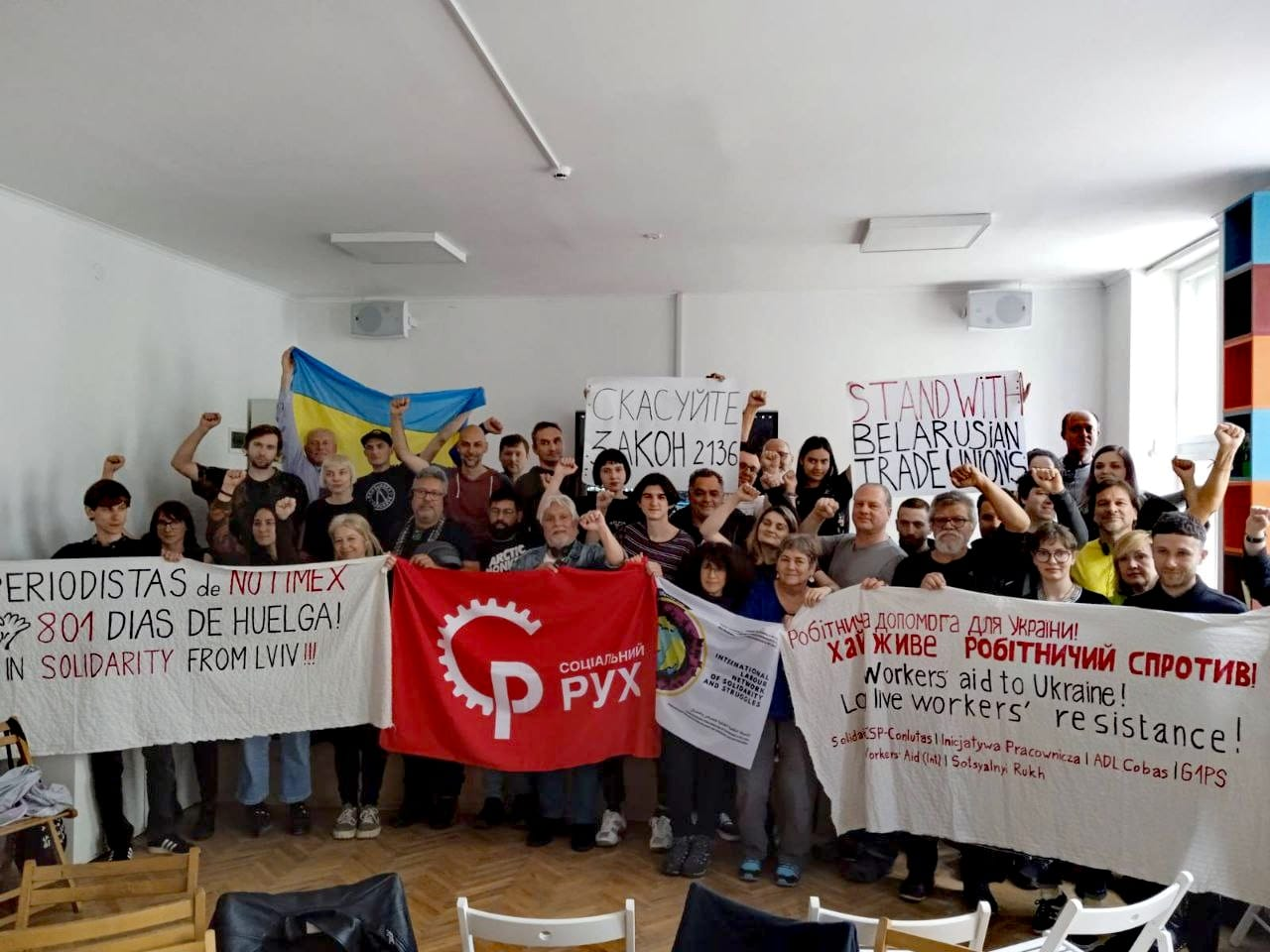
Международная профсоюзная конференция во Львове, проведённая СР на Первомай 2022 года.

«Социальный рух» поддерживает связи с рядом иностранных социалистических партий, организаций и инициатив. В преддверии российского вторжения в Украину в 2022 году «Социальный рух» призвал левых зарубежных стран к антивоенной солидарности против угрозы российского империализма, который также осудил в совместном обращении с оппозиционным «Российским социалистическим движением». Огласку получило «Письмо к западным левым из Киева» («Лист до західних лівих з Києва»), написанное Тарасом Билоусом, активистом «Социального движения», примкнувшим к отрядам Теробороны.
С началом полномасштабной российско-украинской войны «Соцрух», как и ряд других украинских антиавторитарных инициатив (например, «Коллективы солидарности»), занялся организацией в кругах зарубежной демократической и революционной левой кампаний международной поддержки Украины, включающих профсоюзные караваны гуманитарной помощи и продвижение таких политических требований, как списание украинского внешнего долга. Его актив помог запустить Европейскую сеть солидарности с Украиной и составить феминистический манифест «Право на сопротивление».
Из ближайших соседей «Социальный рух» тесно сотрудничает с польской партией «Разем»; кампанию по отмене долга поддерживает и ряд других левых сил Европы (в основном Центральной и Северной), в том числе «Красно-зеленый альянс» (Дания), «Левый союз» (Финляндия), «Левый блок» (Португалия). В составе делегации солидарности, посетившей конференцию СР во Львове, посвящённую развитию Европейской сети солидарности с Украиной, были депутаты и другие политические деятели из Франции (Оливье Безансно, Катерин Самари), Швейцарии (Стефани Презиосо), Польши (Паулина Матысяк), Финляндии (Вероника Хонкасало), Дании (Сёрен Сеннергор), Аргентины (Хуан Карлос Хиордано). На почве осуждения вторжения в Украину контакты с СР установили партии, инициативы и активисты из разных стран мира – от Бразилии (Партия социализма и свободы, Объединённая социалистическая рабочая партия) до Гонконга и Японии (Японская революционная коммунистическая лига).
Ещё раньше «Социальное движение» наладило активное сотрудничество с британской Кампанией солидарности с Украиной (англ. Ukraine Solidarity Campaign), благодаря которой проблемы украинского рабочего движения озвучивались в британском парламенте депутатами от Лейбористской партии, Зелёной партии Англии и Уэльса, Шотландской национальной партии, Партии Уэльса. СР принимал делегацию британских левых и профсоюзных деятелей, в которую вошли Мик Антонив, Адам Прайс и Пол Мэйсон, за несколько дней до полномасштабной российской интервенции.  Один из ведущих социалистических депутатов в британском парламенте Джон Макдоннелл отмечал «Социальный рух» как «находящееся на переднем крае поддержки прогрессивных, профсоюзных и экологических кампаний, забастовок и демонстраций».
Организация также поддерживает контакты с рядом международных объединений, прежде всего, троцкистским Воссоединённым Четвёртым Интернационалом, а также с зарубежными профсоюзными организациями, такими как анархо-синдикалистский Общепольский профсоюз «Рабочая инициатива». Со своей стороны, СР организовывал и участвовал в уличных акциях солидарности с социальными и демократическими выступлениями за рубежом, протестами в Беларуси и Казахстане, курдским освободительным движением и так далее.

## Программные основы
Программа ОО «Социальный рух» объединяет широкое украинское демократическое левое крыло на основе социализма, антикапитализма, феминизма. В ней изложены основные 12 пунктов политической и социальной трансформации:
1. «Народовластие вместо всевластия олигархов»: расширение роли демократических институтов в обществе путём внедрения элементов прямой и электронной демократии, действенного законодательства о референдумах, увеличения представительства трудящихся в органах власти.
2. «Обобществление экономики»: национализация и рабочий контроль над стратегическими предприятиями и банками. Внедрение в экономику демократического планирования.
3. «Рабочий контроль и достойный труд»: консульство работников в управляющих органах компаний, повышение роли профсоюзов и публичных объединений в их управлении. Легальные и стабильные трудовые отношения, регулирование гибких форм занятости, социальный пакет за счет работодателя.
4. «Налоговая справедливость»: налогообложение 50 %-ной ставкой приобретения объектов роскоши стоимостью свыше 1 млн грн. Прогрессивное налогообложение доходов физических лиц и корпораций. Арест всех активов «оффшорных компаний» к моменту доказывания законности инвестированных средств.
5. «Помощь крестьянам»: развитие инфраструктуры сёл и создание государством рабочих мест в пределах сельскохозяйственных предприятий.
6. «Социальная люстрация»: ограничение способности занимать должности в органах государственного управления и баллотироваться к советам неким группам населения, таковым как капиталистам, топ-менеджерам больших финансово-промышленных групп, депутатам двух последних созывов.
7. «Общественный контроль за бюджетными средствами»: развитие системы партисипативных бюджетов для общин, децентрализация бюджетных средств и полномочий. «Открытая бухгалтерия» государственных органов, бюджетных учреждений и компаний-монополистов.
8. «Преодоление аппарата принуждения»: последовательное сокращение расходов на аппарат принуждения. Гарантия мирного собрания и свободы ассоциаций независимо от политических взглядов, противодействие любым формам цензуры и наступлению на гражданские права.
9. «Здоровье, образование, прогресс»: бесплатное образование и медицина, создание платформы для активного равноправного сотрудничества ученых, управленцев и общественности. Увеличение государственного финансирования теоретических и прикладных исследований.
10. «Обеспечение народного суверенитета»: отказ от дальнейшего сотрудничества с Международным валютным фондом и другими международными финансовыми учреждениями и закрытие их представительств в Украине. Требование списания внешнего долга[34] .
11. «Равенство превыше всего»: утверждение равноправия культур всех национальных групп. Обеспечение представительства женщин во всех областях общественной жизни. Защита от дискриминации по признаку пола, языка, национальности, расы, сексуальной ориентации и т. д. Социальная интеграция мигрантов и предоставление убежища беженцам.
12. «Обеспечение мира»: отстаивание территориальной целостности страны, борьба с российским империализмом, восстановление разрушенных территорий. Разоружение и расформирование всех незаконных вооруженных и парамилитарных формирований.